# Dűne

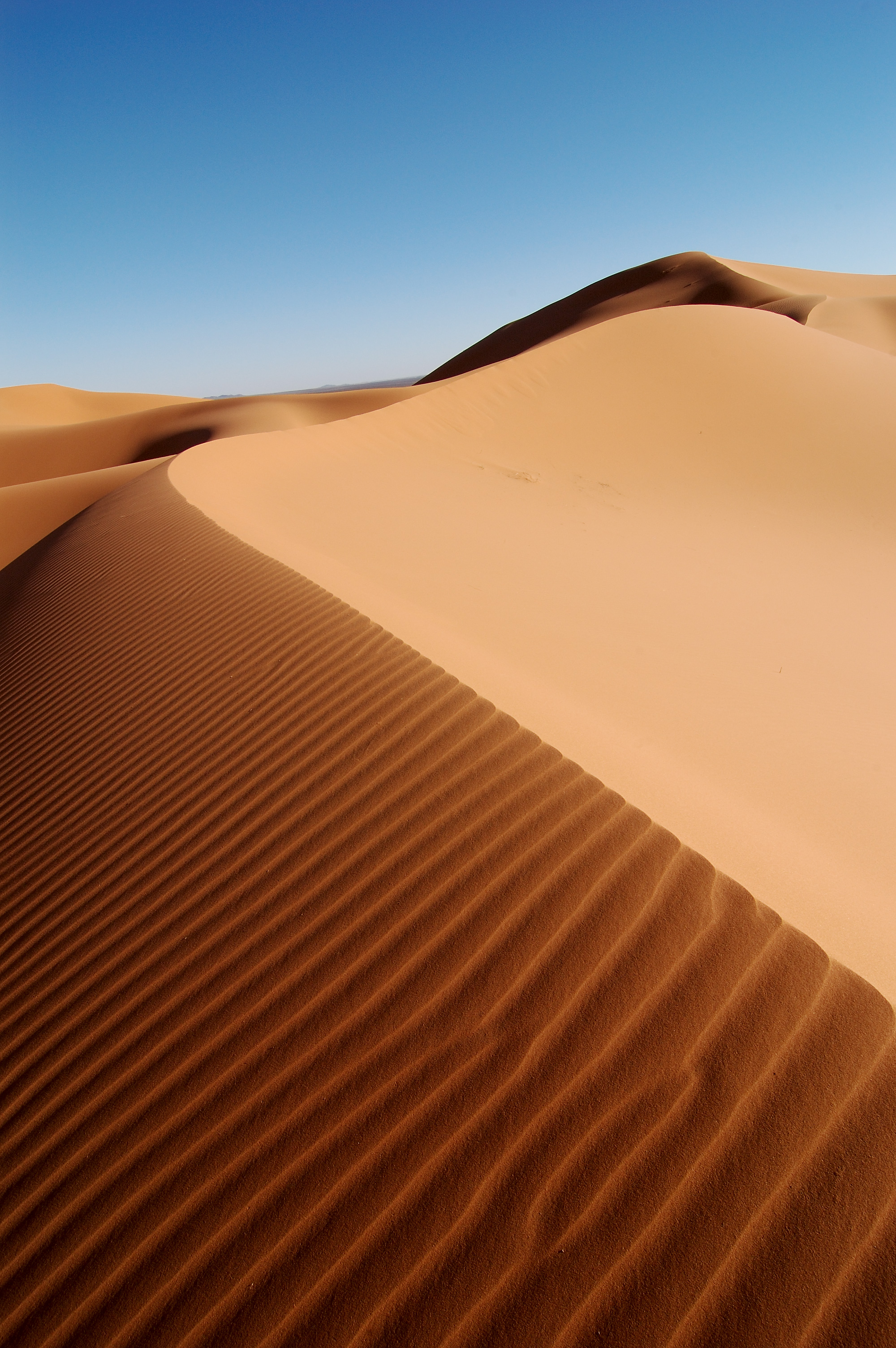
Erg Chebbi, Marokkó.

A dűne olyan, általában elnyúló alakú domb, amelynek anyaga leggyakrabban homok, ebből is a futóhomok, amelyet általában a szél felszínalakító tevékenysége hoz létre. Léteznek azonban kavicsból és jégből álló dűnék is és olyanok, amelyeket a víz mozgása hoz létre.
A homokdűnék tipikusan sivatagokban fordulnak elő és gyakran völgyekkel tagolt mezőket képeznek. A nagy dűnemező, „dűnetenger” neve arab eredetű szóval erg.
A dűnék formája és mérete sokféle, a széllel (illetve a vízzel) való interakciójuktól függően. A homokdűnék általában hosszan elnyúlóak, mégpedig azon az oldalukon, ahonnan általában a szelet kapják, amely a tetejük felé nyomja a homokot.
A homokdűne nem csak sivatagban fordul elő, egy, vagy néhány dűnesor gyakran kialakul vízparton is, a parttal párhuzamosan. Az ilyen dűnék gyakran fontos szerepet töltenek be abban az értelemben, hogy védik a mögöttük húzódó szárazföldi területeket a tengeri viharoktól. Az igazán nagy dűnemezők azonban a szárazföldek belsejében találhatók, száraz területeken és gyakran korábbi tavak vagy tengerek fenekén.
Dűnét a víz ereje is létrehozhat. Homok- vagy kavicsdűnék alakulhatnak ki folyóvölgyekben, torkolatokban és a tengerfenéken.

## Alakjai

### Félhold

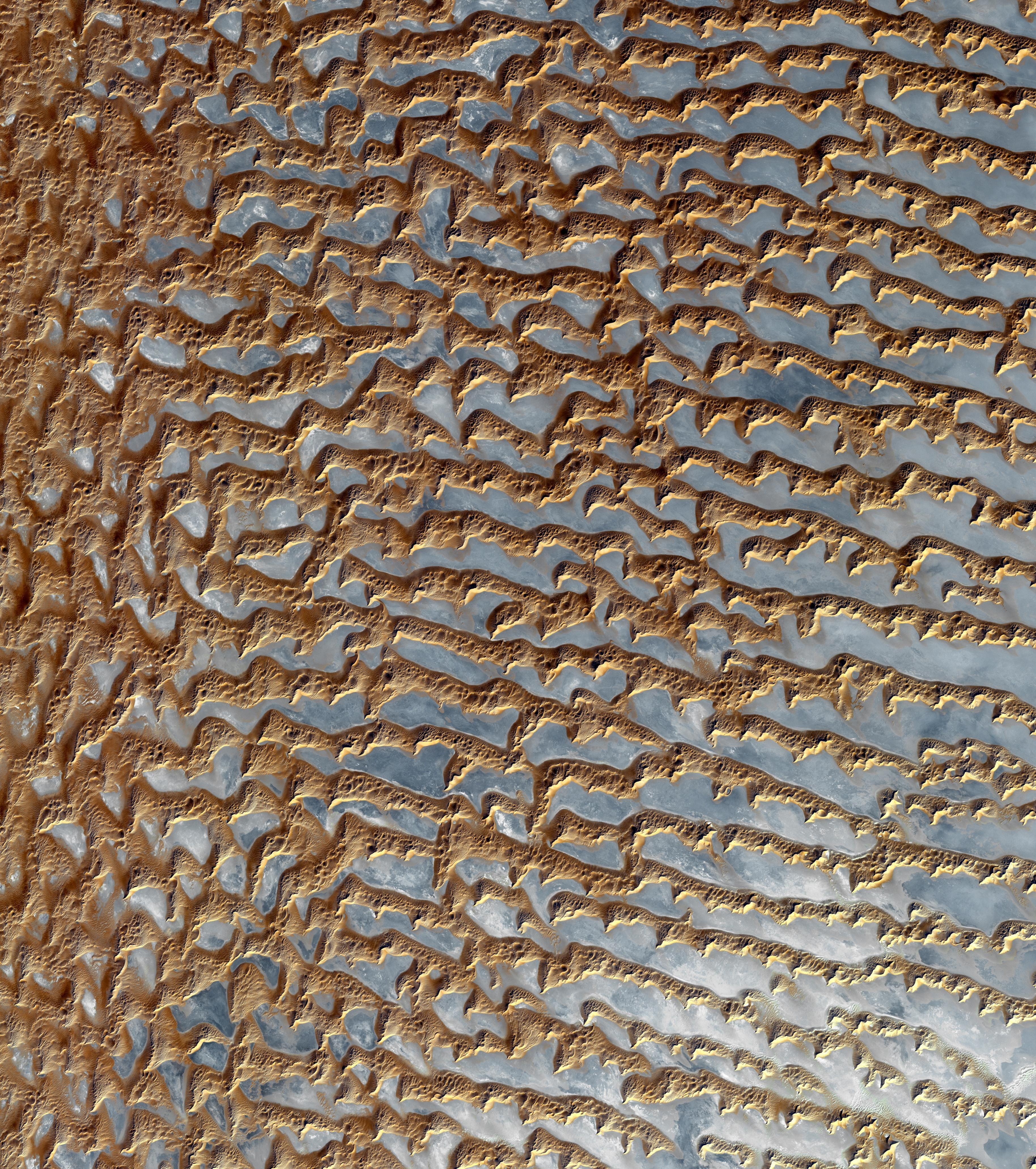
Homokdűnék a Rub al-Háli sivatagban, az Arab-félsziget „üres negyedében”. A képet a NASA Terra műholdja készítette.

A félhold alakú dűnék általában szélesebbek, mint amilyen hosszúak. Ívelt részük áll szemben a széllel. Olyan szelek alakítják ki őket, amelyek egy irányból fújnak. Barkán, vagy transzverz dűne néven ismerik őket. A félhold alakú dűnék egyes típusai sokkal gyorsabban mozognak a sivatagi felszínen, mint bármely más fajta dűne. Kína Ninghszia tartományában ilyen dűnék egy 1954 és 1959 között megfigyelt csoportja több, mint száz métert vándorolt évente. Hasonló sebességet mértek Egyiptom Nyugati sivatagában. A legnagyobb félhold alakú dűnéket, amelyek több, mint három kilométeres szélességűek voltak, Kína Takla-Makán sivatagában figyelték meg.

### Lineáris
Az egyenes, vagy enyhen hullámos dombokat, amelyek tipikusan sokkal hosszabbak, mint amilyen szélesek, lineáris dűnének nevezik. Hosszuk akár a 160 kilométert is meghaladhatja. Egyes lineáris dűnék Y alakú összetett formációt hoznak létre. Sok lineáris dűnét kétirányú szelek hoznak létre.
Hasonló alakúak az Amerikai Egyesült Államokban paha néven ismert lösz dombok. Ezek a dombok a legutóbbi jégkorszak idején jöhettek létre permafroszt, tundra vegetáció uralta körülmények közt.

### Csillag
A tengelyesen szimmetrikus, csillag alakú dűnék piramis alakú homokdombok, három vagy több, a magasabb középpontból kiágazó karral. Olyan helyeken szoktak kialakulni, ahol a szél több irányból is szokott fújni. Felfelé és nem oldalirányban szoktak növekedni. A Szahara Keleti Nagy Ergjében dominánsak. Más sivatagokban az erg szélénél szoktak előfordulni, különösen topográfiai akadályok közelében. A kínai Badancsilin sivatag délkeleti részében a csillagdűnék az 500 méteres magasságot is elérik és ezzel talán a legmagasabb dűnék a Földön.

### Dóm
Az ovális vagy kör alakú dűnéknek általában nincs homoklepergető oldala. Ritkák és az ergek széllel szembeni oldalán szoktak előfordulni.

### Parabola
Az U alakú, konvex orrból és hosszan elnyúló karokból álló homokdombok a paraboladűnék vagy U alakú dűnék. A parti sivatagokban jól ismertek. A félholddűnéktől eltérően nem a széllel szemben ívelnek. Nem elnyúlt karjaik mozognak, mert ezeket vegetáció rögzíti, miközben a dűne központi teste vándorol.